# Simoné Goldschmidt-Lechner
Simoné Goldschmidt-Lechner (auch Simone Lechner; geboren in Süddeutschland) ist eine südafrikanisch-deutsche Autorin, Übersetzerin, Kuratorin, Herausgeberin und Künstlerin.

## Leben
Simoné Goldschmidt-Lechners Mutter Glenda Goldschmidt-Lechner kommt aus der Camissa-Community in Kapstadt, die sich auch als Cape Coloured Community bezeichnet. Ihr Vater Siegfried Lechner ist Deutscher. Goldschmidt-Lechner wuchs in Südafrika und Deutschland auf. Zur Erlangung einer Promotion verfasste sie eine Arbeit in der englischsprachigen Linguistik bei dem Anglisten Thomas Berg an der Universität Hamburg. Sie schloss einen Master im 2018 begonnenen Zweitstudium in Literarischem Schreiben und Lektorieren an der Universität Hildesheim ab und arbeitete dort zwischen 2019 und 2021 in der Redaktion und für die Presse der Zeitschrift Bella Triste. In dieser Zeit war sie auch Teil der künstlerischen Leitung des Prosanova Literaturfestivals 2020 in Hildesheim. Für den Film No Hard Feelings / Futur Drei von Jünglinge Film unter der Regie von Faraz Shariat organisierte sie 2021 das  Online-Release-Festival. 2023 organisierte sie das interdisziplinäre Literatur-, Musik- und Kunstfestival We Were Always Here als Teil des Projektes Lieblingminne (basierend auf dem gleichnamigen Werk Elisàrs von Kupffer). Seit 2021 gibt sie das unter anderem von ihr gegründete experimentelle Literaturmagazin  process*in (Wien/Hamburg/Basel) mit heraus.

## Werk
Goldschmidt-Lechners Debütroman Messer, Zungen erschien 2022. In dem Roman geht es aus semi-autofiktionaler Perspektive um das Aufwachsen in der Cape-Coloured-Community und Deutschland, das Erfinden einer Vergangenheit und Geschichtsschreibung für diese Community und Sprachlosigkeit hinsichtlich der Allgegenwärtigkeit gesellschaftlicher Gewalt. Auszüge aus dem Roman wurden für den Open Mike nominiert und waren auf der Short List des FM4 Wortlaut. In einer Rezension bei Deutschlandfunk Kultur beschrieb Hans von Trotha Goldschmidt-Lechners Schreiben als Kampf, für den sie „die Waffe der Sprache selbst, also das Messer [wetze], das die Zunge ist. [SGL] tut es mit Selbstbewusstsein, Sicherheit und Konsequenz und spiegelt dabei eine zur Erinnerung endlich genötigte und jetzt um ihre Sprache ringende Gesellschaft.“ Michael Wolf beschrieb den Roman in der taz als ein Anschreiben „gegen die kursierenden Vorstellungen über Südafrika […].“ Es sei „ein poetisches Projekt mit einer ambitionierten politischen Agenda.“ Für Poesierausch attestierte Stefan Diezmann, der „Roman beschreit[e] neues erzählerisches Terrain, ist experimentell, dekonstruiert das Erzählen und entfernt damit auch Identifikationspotenziale mit einzelnen Personen der Handlung. Wer gerade so etwas sucht, wird hier glücklich, denn es ist ein gelungenes Experiment, das mit dem Fortschreiben kolonialer Strukturen und Traumata in globalisierten Familienstrukturen ein höchstaktuelles Thema behandelt.“ Isabella Caldert schrieb im Missy Magazine, Goldschmidt-Lechners Roman sei „ein poetisches, vielschichtiges Werk, das der Perspektive jener, die bisher selten gehört wurden, Beachtung schenkt.“ In SRF Kultur wurde der Roman im Podcastformat Zwei mit Buch besprochen. Simon Leuthold sprach davon, dass „[d]er Roman […] nicht trotz, sondern wegen seiner besonderen, verwirrenden Form ein Gewinn [sei]. Die vielen lose gereihten und ausdrucksstarken Bilder muten beim Lesen fast wie ein Traum an. Aus den vielen Stimmen ergibt sich am Schluss ein beeindruckendes Mosaikbild einer Gemeinschaft – und nichts weniger als ein neuer Blick auf Südafrika.“
Kurzgeschichten, Lyrik und Übersetzungen von Goldschmidt-Lechner erschienen bislang in verschiedenen Literaturzeitschriften und Anthologien, unter anderem bei Hanser Akzente, die horen und Edit. Für Jünglinge Film und andere Film- und Fernsehproduktionen wirkt sie an verschiedenen Projekten beratend mit. Außerdem war sie Teil des Projekts Vergangenheit vorhersagen von Luna Ali am Schauspielhaus Düsseldorf. 2024 war sie Teil des Schreibkollektivs, das an dem Roman Wir kommen mitwirkte. Sie arbeitete für die Komponistin Molly Joyce als Übersetzerin und war Teilnehmerin an deren Projekt Perspective, einem Projekt über künstlerischen Ausdruck, chronische Krankheit und Behinderung.
Goldschmidt-Lechner arbeitete interdisziplinär an zwei Musikproduktionen für Podium Esslingen 2023 und 2024 mit, für die sie Texte und Lyrik verfasste. Sie schreibt gelegentlich auch für das Theater. Das Bühnenstück Juden, Juden, Juden, für das sie Text beisteuerte, wurde 2024 zum Heidelberger Stückemarkt eingeladen. Von 2024 bis 2026 ist sie Co-Head-Writerin für den Writers Room Formation Now** presents Reclaim unter der Leitung von Mable Preach und Rike Maerten.

## Stipendien und Auszeichnungen (Auswahl)
- 2025: Heinrich-Heine-Stipendium[11]
- 2024: Hamburger Literaturpreis in der Kategorie „Buch des Jahres“ für Ich kann dich noch sehen (an diesen Tagen)[12]
- 2024: Kaleidoskop Kunstpreis
- 2023/24: Schloss-Solitude-Stipendium
- 2023: Murinsel-Kaffeehausstipendium
- 2023: Styria-Artist-in-Residence-Stipendium des Landes Steiermark betreut von Andreas Unterweger (Manuskripte)
- 2022: 2. Preis Illustrationswettbewerb zeitgenössische Illustration für die Graphic Novel Umsetzung zu Adonis (zeichnerische Umsetzung von Xiyu Tomorrow) des Illustrationszentrums Branzoll, Italien
- 2022: Zukunftstipendium der Hamburgischen Kulturstiftung für die Videospielumsetzung von Messer, Zungen
- 2021: Short List FM4 Wortlaut
- 2021/22: start.up-Stipendium (Claussen-Simon-Stiftung)
- 2021/22: Teilnahme Schreiblabor Vergangenheit vorhersagen mit Luna Ali (Schauspielhaus Düsseldorf)
- 2020: Finalistin 28. open mike
- 2020/21: Stipendiatin der LCB Autor*innenwerkstatt Prosa 2020–21
- 2019: 1. Preis Literaturwettbewerb Prenzlauer Berg
- 2019: Autorin der Bieler Gespräche

## Veröffentlichungen (Auswahl)

### Romane und Novellen
- Ich kann dich noch sehen (an diesen Tagen) / Days I’ll Find You (in a place I like to go). zweisprachige Novelle (dt/eng), Rohstoff (Matthes & Seitz Berlin), 2024, ISBN 978-3-7518-7023-8.
- Wir Kommen. Kollektivroman. Hrsg. Liquid Center. DuMont, 2024, ISBN 978-3-8321-6833-9.
- Messer, Zungen. Matthes & Seitz Berlin, 2022, ISBN 978-3-7518-0088-4.

### Übersetzungen
- Olivia Sudjic: Exponiert (= Kleine Edition. Band 34). August Verlag, 2023, ISBN 978-3-941360-82-2.
- Angela Saini: Die Patiarchen. hanserblau, 2023, ISBN 978-3-446-27674-1.
- Rafia Zakaria: Against White Feminism. hanserblau, 2022, ISBN 978-3-446-27323-8.
- Mira Jacob: Good Talk. Carlsen Verlag, 2022, ISBN 978-3-551-76630-4.

### Beiträge in Anthologien und Literaturzeitschriften
- Lärm Mir Gelb. In: Daniela Dröscher (Hrsg.): Schweigen (= Hanser Akzente. Band 2). 2023, ISBN 978-3-446-27903-2.
- Purple Rain. In: Andreas Erb, Christof Hamann (Hrsg.): furchtlos schreiben: das politische der literatur. 1. (= die horen.. Band 284). Wallstein Verlag, ISBN 978-3-8353-5002-1, S. 30.
- HEAT. In: Berliner Autorenwerkstatt 2020 (= Sprache im technischen Zeitalter. Band 237). Böhlau Verlag, 2021, ISBN 978-3-412-52150-9.
- Ermutterung. In: 28. open mike. Wettbewerb für junge Literatur. Die 19 Finaltexte. Hrsg. Literaturwerkstatt Berlin. Allitera Verlag, 2020, ISBN 978-3-96233-248-8.
- Sur d’Autres Heures. In: Özlem Özgül Dündar, Mia Göhring, Ronya Othmann, Lea Sauer (Hrsg.): Flexen. Flâneusen* schreiben Städte. Verbrecher Verlag, 2019, ISBN 978-3-95732-406-1.